# Marina Semenova
Marina Timofeïevna Semenova (en russe : Марина Тимофеевна Семёнова) est une danseuse classique russe et un temps soviétique (durant la partie de sa vie où elle connut davantage la gloire) née le 12 juin 1908 (25 juin dans le calendrier grégorien) à Saint-Pétersbourg (Empire russe) et morte centenaire à Moscou (en Russie postsoviétique) le 9 juin 2010.

## Biographie
Elle est la première grande danseuse formée par Agrippina Vaganova, diplômée du Ballet du théâtre Mariinsky en 1925, année « inscrite dans les annales du ballet soviétique comme celle du triomphe sans précédent de Marina Semenova ». Elle se produit au théâtre Mariinsky (devenu théâtre Kirov) jusqu'en 1930, année où Staline l'envoie avec son mari, le danseur Viktor Semenov (ils ont été homonymes, avec le même patronyme de naissance) au théâtre Bolchoï de Moscou. Elle vit ensuite en concubinage avec Lev Karakhan, ou Karakhanian, bolchevik d'origine arménienne et adjoint du ministre des Affaires étrangères, plus connu pour être un conseiller de Sun Yat-sen. Il est victime des Grandes Purges en 1937.
Semenova se produit avec le Ballet de l'Opéra national de Paris en 1935, où elle danse Giselle avec Serge Lifar.
Elle reçoit le Prix Staline en 1941 et prend sa retraite de danseuse en 1952. Elle devient ensuite l'une des plus grandes enseignantes et répétitrices du Bolchoï. Natalia Bessmertnova, Marina Kondratieva, Nadejda Pavlova, Nina Sorokina, Ludmila Semenyaka, Nina Timofeieva et Nina Ananiashvili figurent parmi ses disciples.
Semenova renonce à ses activités d'enseignement à l'âge de 96 ans. Elle fut amie avec le danseur Nikolaï Tsiskaridzé, qui s'entretiendra avec elle à plusieurs reprises.
En 2008, le théâtre du Bolchoï célèbre le centenaire de Marina Semenova.
Elle meurt le 9 juin 2010, trois jours avant son 102e anniversaire.

## Note
1. ↑  Le deuxième « е » Modèle:Étant accentué, son nom se prononce « Semionova ».
2. ↑  « Marina Semenova, une légende du Bolchoï, s'éteint », Libération,‎ 9 juin 2010 (lire en ligne, consulté le 21 octobre 2020).
3. ↑  (en) Agrippina Vaganova, Basic Principles of Classical Ballet, Courier Dover Publications, 1969, p. IX  (ISBN 0-486-22036-2).